# Macbeth (film, 1922)
Pour plus de détails, voir Fiche technique et Distribution.
Macbeth est un film britannique muet réalisé par H. B. Parkinson, sorti en 1922.
Ce film est la huitième et dernière adaptation cinématographique muette de la pièce de théâtre Macbeth de William Shakespeare.

## Fiche technique
- Réalisation et production : H. B. Parkinson
- Scénario : Frank Miller (adaptation)

## Distribution
- Russell Thorndike : Macbeth
- Sybil Thorndike : Lady Macbeth